# 自衛隊サイバー防衛隊
自衛隊サイバー防衛隊（じえいたいサイバーぼうえいたい、英語：JSDF Cyber Defense Command:JCDC）は、市ヶ谷駐屯地に所在する防衛大臣直轄のサイバーセキュリティ部隊である。

隊司令は将補職であり、自衛隊法第21条の2第2項「共同の部隊」および同法施行令第30条の20および21に設置根拠を有する。

この記事では、前身となる自衛隊指揮通信システム隊についても解説する。

## 概要・任務
本部隊は31中期防に基づいて、自衛隊指揮通信システム隊内にあったサイバー防衛隊の機能などを拡充し、自衛隊指揮通信システム隊そのものを置き換える形で新編された部隊である。

サイバー攻撃への対処、防衛省・自衛隊の共通ネットワークである防衛情報通信基盤（DII）の管理・運用を主たる任務とする。

また従たる任務として、各自衛隊のサイバー関連部隊に対する訓練の企画や評価などの訓練支援を行う。

2022年12月、防衛力整備計画 (2023)により、2027年（令和9年）度までの目標として
- 自衛隊サイバー防衛隊などのサイバー関連部隊を約4,000人に拡充。
- システム調達や維持運営等のサイバー関連業務に従事する隊員に対する教育を実施し、「サイバー要員化」を推進。
- これらを合わせて防衛省・自衛隊のサイバー要員を約2万人体制とし、将来的に更なる体制拡充を目指す。

ことが示された。

## 前身
中期防衛力整備計画 (2005) 構想により、自衛隊創設以来初の常設統合部隊として自衛隊指揮通信システム隊（Command Control Communication Computers Systems Command 略称：C4SC）が編成された。
自衛隊指揮通信システム隊の任務はこれまで統合幕僚監部指揮通信システム部指揮通信システム運用課が担ってきたものである。隊員は陸上自衛隊・海上自衛隊・航空自衛隊の自衛官および事務官・技官をもって編成されている。2014年（平成26年）にはサイバー防衛隊を新編し、約300名が在籍している。サイバー防衛隊は、人員を将来的に1000人体制に拡大する方向で検討されており、中期防衛力整備計画 (2019)（31中期防）発動以降は毎年度増員（詳細は掲載各資料の「自衛官定数等の変更」を参照）されていた。
2022年（令和4年）3月、サイバー攻撃からのシステム防護機能を強化するため、自衛隊指揮通信システム隊を廃止、約540人規模の「自衛隊サイバー防衛隊」が新編された。

## 沿革
（前史を含む）
- 2002年（平成14年）3月：統合幕僚会議事務局第3幕僚室（J-3）に「防衛情報通信基盤管理運営室」を新編。
- 2006年（平成18年）3月27日：統合幕僚監部新編に伴い、防衛情報通信基盤管理運営室は統幕指揮通信システム部（J-6）指揮通信システム運用課隷下に編成替え。

自衛隊指揮通信システム隊
- 2008年（平成20年）3月26日：統幕指揮通信システム運用課中央指揮所管理運営室・防衛情報通信基盤管理運営室を廃止し、自衛隊指揮通信システム隊として編成完結（当時約160人）。隷下部隊は保全監査隊、中央指揮所運営隊、ネットワーク運用隊の3個隊[13]。隊司令は1佐職とされた。
- 2013年（平成25年）
  - 米国にあるアメリカ戦略軍アメリカサイバー軍所在地に、連絡官として幹部自衛官を常駐させ、将来の連携に努める。
  - 5月16日：サイバー防衛隊（仮称）準備室を設置する[14]。

- 2014年（平成26年）3月26日：保全監査隊を廃止し、サイバー防衛隊[注釈 1]が編成完結（人員約110人）[15]。
- 2022年（令和04年）3月16日：自衛隊指揮通信システム隊が廃止された。[16]

自衛隊サイバー防衛隊
- 2022年（令和04年）3月17日：自衛隊サイバー防衛隊が新編された[1][16]。隊司令は将補職に格上げされた。

## 部隊編成
- 自衛隊サイバー防衛隊本部[17]
- ネットワーク運用隊[17]
- サイバー作戦隊[18]
- 中央指揮所運営隊[19]

### 自衛隊指揮通信システム隊廃止時の部隊編成
- 自衛隊指揮通信システム隊本部
- ネットワーク運用隊：防衛情報通信基盤の維持運営および通信監査を担当
- サイバー防衛隊：防衛情報通信基盤に対するサイバー戦防護を担当[20]
- 中央指揮所運営隊：中央指揮所の管理運営を担当

## 主要幹部
| 官職名                   | 階級    | 氏名       | 補職発令日     | 前職                                                      |
| ------------------------ | ------- | ---------- | -------------- | --------------------------------------------------------- |
| 自衛隊サイバー防衛隊司令 | 陸将補  | 黒木孝太郎 | 2025年08月01日 | 陸上幕僚監部指揮通信システム・情報部 指揮通信システム課長 |
| 副司令                   | 1等空佐 | 山口嘉大   | 2025年03月24日 | 航空自衛隊幹部学校航空研究センター長                      |
| サイバー作戦隊長         | 1等陸佐 |            |                |                                                           |

| 代 | 階級    | 氏名     | 在職期間                        | 出身校・期   | 前職                                                                           | 後職                                          |
| -- | ------- | -------- | ------------------------------- | ------------ | ------------------------------------------------------------------------------ | --------------------------------------------- |
| 01 | 1等空佐 | 糸永正武 | 2008年03月26日 - 2008年11月30日 | 防大20期     | 統合幕僚監部指揮通信システム部 指揮通信システム運用課 中央指揮所管理運営室長   | 防空指揮群司令 兼 府中基地司令                |
| 02 | 1等海佐 | 坪倉恭司 | 2008年12月01日 - 2009年12月01日 | 防大22期     | 保全監査隊司令                                                                 | 退職（海将補昇任）                            |
| 03 | 1等海佐 | 島田正登 | 2009年12月01日 - 2011年08月01日 | 防大22期     | 情報業務群司令                                                                 | 退職（海将補昇任）                            |
| 04 | 1等海佐 | 筧豊隆   | 2011年08月01日 - 2014年08月01日 | 防大26期     | 佐世保地方総監部防衛部長                                                       | 退職（海将補昇任）                            |
| 05 | 1等陸佐 | 菅野俊夫 | 2014年08月01日 - 2016年12月19日 | 防大30期     | 陸上自衛隊補給統制本部 通信電子部長                                            | 防衛装備庁調達事業部調達総括官 （陸将補昇任） |
| 06 | 1等陸佐 | 嶌末真   | 2016年12月20日 - 2018年07月31日 | 東京国際大学 | 陸上自衛隊研究本部主任研究開発官                                               | 退職（陸将補昇任）                            |
| 07 | 1等陸佐 | 伊藤幸二 | 2018年08月01日 - 2020年12月21日 | 防大33期     | 防衛装備庁プロジェクト管理部 装備技術官                                        | 陸上自衛隊通信学校副校長 兼 企画室長          |
| 08 | 1等陸佐 | 井上勝   | 2020年12月22日 - 2021年11月30日 | 防大35期     | 統合幕僚監部指揮通信システム部 指揮通信システム企画課 指揮通信システム開発室長 | 西部方面総監部総務部長                        |
| 末 | 1等陸佐 | 木村顕継 | 2021年12月01日 - 2022年03月16日 | 防大39期     | 陸上自衛隊教育訓練研究本部                                                     | 自衛隊サイバー防衛隊司令 （陸将補昇任）       |

| 代 | 階級   | 氏名       | 在職期間                        | 出身校・期 | 前職                                                      | 後職                               |
| -- | ------ | ---------- | ------------------------------- | ---------- | --------------------------------------------------------- | ---------------------------------- |
| 01 | 陸将補 | 木村顕継   | 2022年03月17日 - 2025年07月31日 | 防大39期   | 自衛隊指揮通信システム隊司令 （1等陸佐）                  | 統合幕僚監部首席指揮通信システム官 |
| 01 | 陸将補 | 黒木孝太郎 | 2025年08月01日 -                |            | 陸上幕僚監部指揮通信システム・情報部 指揮通信システム課長 |                                    |